# Federação Escotista de Portugal
La Federação Escotista de Portugal (FEP) è la federazione nazionale scout del Portogallo.
Lo scautismo portoghese è nato nel 1911, ed è stato fra i fondatori dell'Organizzazione Mondiale del Movimento Scout (OMMS) nel 1922. L'attuale federazione fu fondata nel 1928.
Raccoglie 77 352 iscritti, di entrambi i sessi.
Quando lo scautismo portoghese nacque nel 1911, numerose associazioni apparvero, tuttavia solo due durarono a lungo: Unido dos Adueiros de Portugal (chiusa nel 1930) e Associação dos Escoteiros de Portugal (AEP), ancora attiva. Il Corpo Nacional de Escutas - Escutismo Católico Português (CNE) è un'altra associazione scout attiva oggi. Fu fondata nel 1923, col sostegno della Chiesa cattolica.
La federazione ha ospitato il Roverway 2003, un evento congiunto della Regione Europea dell'Organizzazione Mondiale del Movimento Scout, e della Regione Europa dell'Associazione Mondiale Guide ed Esploratrici.

## Membri
La federazione ha due membri:
- Associação dos Escoteiros de Portugal (AEP, Associazion Scout del Portogallo; pluriconfessionale, 13 000 soci, mista)
- Corpo Nacional de Escutas - Escutismo Católico Português (CNE, Corpo Nazionale Scout ; cattolica, 64 000 soci, mista)

## Terminologia
Il termine scautismo viene tradotto diversamente in portoghese dalle due associazioni: l'AEP usa escotismo, mentre il CNE preferisce escutismo.